# Комиш-Зоря
Коми́ш-Зоря́ (до 1935 — Царекостянтинівка) — селище в Україні, у Комиш-Зорянській селищній громаді Пологівського району Запорізької області. Населення — 2206 осіб (2018).
Є адміністративним центром Комиш-Зорянської селищної громади.

## Географія
Селище міського типу Комиш-Зоря розташоване біля витоків річки Грузька, на відстані 0,5 км від села Новокам'янка та за 3 км від селища Кам'янка. Через селище проходять автошлях територіального значення Т 0819 та залізниця Запоріжжя — Волноваха (станція Комиш-Зоря).

## Історія

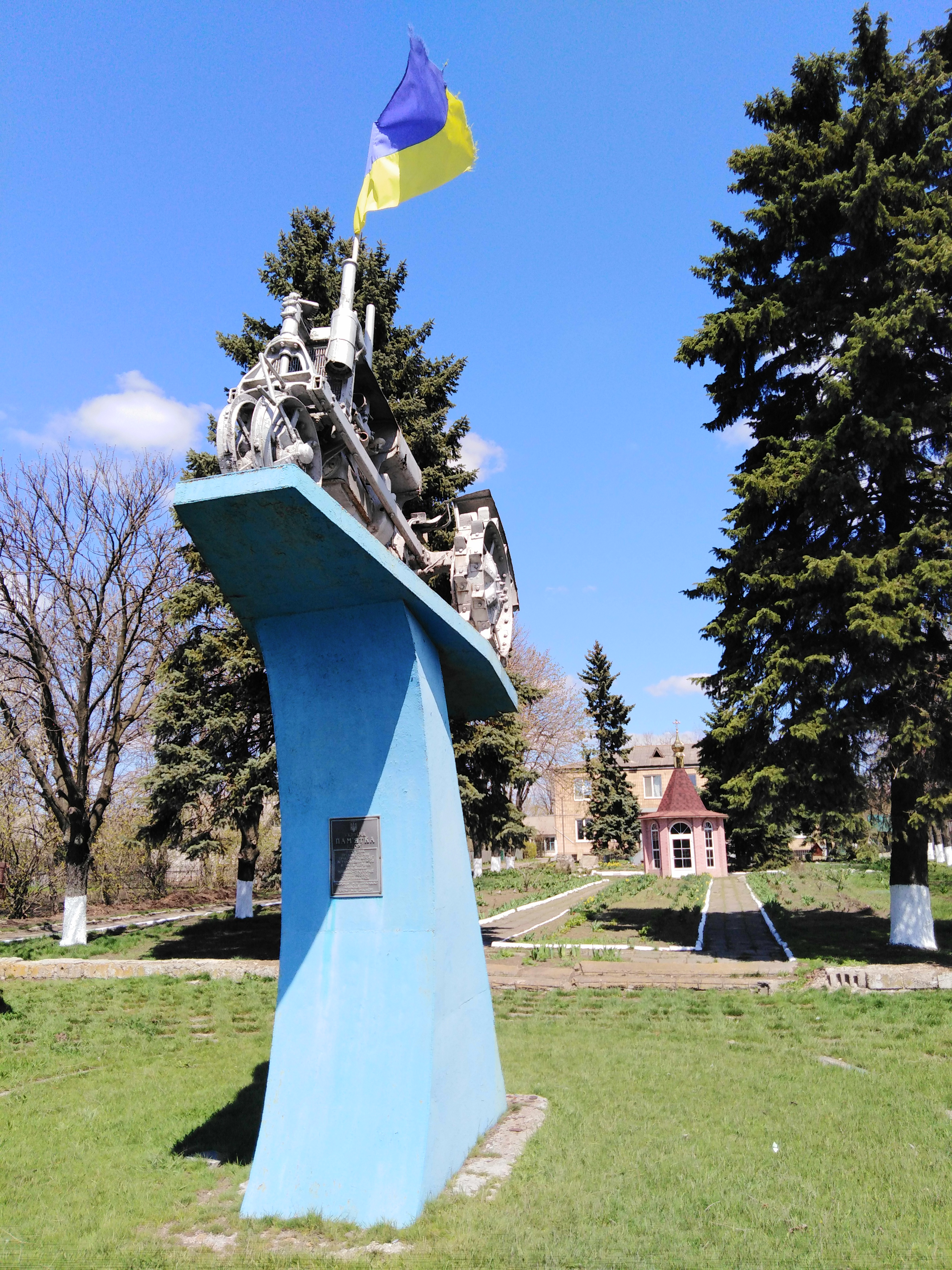
Пам'ятник-трактор «Універсал», на честь створення першої в районі МТС

Селище засноване 1905 року, коли поряд із споруджуваною залізницею Олександрівськ — Волноваха — Юзівка. У 1904 році станція Царекостянтинівка (нині — Комиш-Зоря).
У 1909—1910 роках, на південь від станції, заснований хутір Комиш. Під час перших п'ятирічок поблизу станції побудовані елеватор, МТС, нафтобаза, навколо яких виросло селище, трудящі дали йому назву Зоря. Партійний осередок тут створений у 1924 році, комсомольський — у 1925 році. 
Царекостянтинівська база хлібопродуктів побудована впродовж 1925—1928 років, яке було одним з найбільших механізованих підприємств, де розміщені калібрувальний цех, елеватор, поточна лінія. Місцева нафтобаза забезпечує всі підприємства, радгоспи і колгоспи району пальним і мастилами. Куйбишевським відділенням «Сільгосптехніки», що розташоване в Комиш-Зорі, за 1969 рік колгоспам і радгоспам району продано машин, хімікатів, добрив на суму 6,3 млн. крб. 
З 1938 року обидва населені пункти були об'єднані в селище міського типу — Комиш-Зоря.
Під час тимчасової гітлерівської окупації вороги повністю зруйнували залізничний вузол разом з житловими будинками і господарськими приміщеннями.
У боях з німецько-фашистськими військами відзначені уродженці селища: 
- С. Я. Каніболоцький — нагороджений 12 орденами і медалями СРСР.
- Г. А. Міщенко — кавалер ордена Слави трьох ступенів.

У 1955 році в селищі почало працювати підприємство «Міжколгоспбуд», який має автопарк, цегельний завод, 2 пилорами. У 1969 року це підприємство спорудило 24 господарські об'єкти. 
У 1960 році побудована дизельна електростанція  потужністю 1000 кВт, пізніше — підстанцію. 
З 1965 року селище підключене до державної електромережі.

### У Незалежній Україні
25 жовтня 2015 року утворена Комиш-Зорянська селищна об'єднана територіальна громада. До складу громади входять: смт Комиш-Зоря та 9 сіл: Білоцерківка, Благовіщенка, Ланцеве, Новокам'янка, Руденка, Тернове, Труженка, Черешневе та Шевченківське.

### Російсько-українська війна
З початку російського вторгнення в Україну Комиш-Зоря перебуває під тимчасовою окупацією.
18 листопада 2022 року, вночі, у тимчасово окупованій Комиш-Зорі, на вулиці Поштовій, російські окупанти розстріляли подружжя Олександра й Наталії Дармобід та двох їхніх неповнолітніх дітей — Владислава і Кирила. У Запорізькій ОВА підтвердили інформацію про те, що окупанти вбили цілу родину. Наступного дня їх тіла знайшла мати Олександра. Згодом стало відомо, хто жорстоко вбив цілу родину. OSINT-розвідники «Бджоли» встановили імена військових злочинців, це: Іван Касьян (1991 року народження, село Городна Московської області) та Андрій Толстиков (1986 року народження, село Жуково Тульської області, раніше був засуджений за умисне вбивство).

## Населення

### Чисельність населення
| 1959 | 1979 | 1989 | 2001 | 2016 |
| ---- | ---- | ---- | ---- | ---- |
| 3025 | 2734 | 2826 | 2411 | 2272 |

### Мова
Розподіл населення за рідною мовою за даними перепису 2001 року:
| Мова            | Кількість | Відсоток |
| --------------- | --------- | -------- |
| українська      | 2259      | 93.66%   |
| російська       | 148       | 6.14%    |
| білоруська      | 1         | 0.04%    |
| грецька         | 1         | 0.04%    |
| інші/не вказали | 3         | 0.12%    |
| Усього          | 2412      | 100%     |

## Економіка
У смт Комиш-Зоря розташовані бази Пологівського району: харчова, овочева, господарська та інші. За трудові успіхи орденом Леніна нагороджено 4 новатори виробництва.
- Комбікормовий завод
- Сільгосптехніка
- Більмацький агрохім, ВАТ
- Елеватор
- Ринок (КП «Мрія»)

## Об'єкти соціальної сфери
В смт Комиш-Зоря діють середня школа та школа робітничої молоді, 3 бібліотеки, широкоекранний кінотеатр. До послуг жителів 9 крамниць, дві їдальні, дві амбулаторії.
- Школа
- Школа-інтернат
- Дитячий дошкільний навчальний заклад
- КНП «Комиш-Зорянський центр первинної медико-санітарної допомоги» (амбулаторія)
- Будинок культури
- Стадіон

## Пам'ятки
- Храм в ім'я святого мученика Серафима.
- Пам'ятник-трактор «Універсал», на честь створення першої в районі МТС.